# 1997 في النمسا
فيما يلي قوائم الأحداث التي وقعت خلال عام 1997 في النمسا.

## سياسة

### تعيين في المنصب
- 1 يناير – ألكسندر فان دير بيلين Spokesperson of The Greens – The Green Alternative [الإنجليزية]‏.

## رياضة
- 1 يونيو – جائزة النمسا الكبرى للدراجات النارية 1997

## مواليد

### يونيو
- 21 يونيو – فرديناند زفونيمير من هابسبورغ سائق سيارة سباق نمساوي.

## وفيات

### فبراير
- 2 فبراير – إيريش إليسكاسيس (مواليد 1913)

### سبتمبر
- 2 سبتمبر – رودلف بينج (مواليد 1902)
- 2 سبتمبر – فيكتور فرانكل (مواليد 1905)

### نوفمبر
- 1 نوفمبر – فولفغانغ أبيل (مواليد 1905)